# هرگز تسلیم نمی‌شوم
هرگز تسلیم نمی‌شوم (به ترکی استانبولی: Asla Vazgeçmem) مجموعۀ تلویزیونی در ژانر درام محصول ترکیه است. تولگاهان ساییشمان، امینه گولشه، شفق پکدمیر، امید یسین و هولیا گلشن ایرماک در آن ایفای نقش کرده‌اند. اولین قسمت آن در ۱۲ فوریه ۲۰۱۵ از شبکه شو تی‌وی و پس از پخش ۵۹ قسمت در ۶ اکتبر ۲۰۱۶ به پایان رسید.
دوبله قسمتی از این سریال به زبان فارسی از شبکه فارسی وان پخش شده است.

## خلاصۀ داستان
نور (امینه گولشه) پس از فوت پدر و مادرش از آدانا به استانبول می‌آید تا نزد عمه‌اش زندگی کند. در آنجا عاشق ایگیت کوزان (تولگاهان ساییشمان) که صاحب کار عمه او است، می‌شود.

## نمای کلی قسمت‌ها
| فصل | فصل | تعداد قسمت‌ها | تاریخ پخش اصلی     | تاریخ پخش اصلی  |
| فصل | فصل | تعداد قسمت‌ها | شروع               | پایان           |
| --- | --- | ------------ | ------------------ | --------------- |
|     | ۱   | ۱۸           | February 12, 2015  | June 11, 2015   |
|     | ۲   | ۳۸           | October 1, 2015    | June 23, 2016   |
|     | ۳   | ۳            | September 22, 2016 | October 6, 2016 |

## فصل‌ها
| فصل   | زمان پخش در ترکیه | شروع پخش در ترکیه | پایان پخش در ترکیه | تعداد قسمت‌ها | شماره | سال پخش   | شبکه پخش کننده |
| ----- | ----------------- | ----------------- | ------------------ | ------------ | ----- | --------- | -------------- |
| فصل ۱ | پنج شنبه ۲۰٫۰۰    | ۱۲ فوریه ۲۰۱۵     | ۱۱ ژوئن ۲۰۱۵       | ۱۸           | ۱–۱۸  | ۲۰۱۵      | شو تی‌وی        |
| فصل ۲ | پنج شنبه ۲۰٫۰۰    | ۱ اکتبر ۲۰۱۵      | ۲۳ ژوئن ۲۰۱۶       | ۳۸           | ۱۹–۵۶ | ۲۰۱۵–۲۰۱۶ | شو تی‌وی        |
| فصل ۳ | پنج شنبه ۲۰٫۰۰    | ۲۲ سپتامبر ۲۰۱۶   | ۶ اکتبر ۲۰۱۶       | ۳            | ۵۷–۵۹ | ۲۰۱۶      | شو تی‌وی        |

## بازیگران
امینه گولشه نور دمیرا شخصیتی محکم و احساساتی
تولگاهان ساییشمان ایگیت کوزان شخصیتی با عرضه و عصبی ولی دلی مهربان دارد
سافاک پکدمیر ایجلال کوزان شخصیتی ترسو و خودخواه است